# Стойне Минев
Стойне Минев е български футболист и треньор. Играе на поста десен инсайд. Роден е на 1 октомври 1924 г. в София. Починал на 12 август 2009 г. в София.

## Кариера
Започва да играе в Устрем (София), а впоследствие се премества в Септември (София). През 1948 заиграва за новосформирания „Септември при ЦДВ“, с който става шампион същата година. Има 21 мача и 3 гола в първенството за „Септември при ЦДВ“. През 1950 г. преминава в „ДНВ“ (Пловдив), а след това във ВВС (София), като играещ-помощник-треньор. 
След приключване на футболната си кариера работи към БФС като делегат. Известно време заема и позицията на шеф на детско-юношеската школа на ЦСКА. Има титла майстор на спорта.